# Токузы
Токузы (рум. Tocuzâ) — левый приток реки Заколы, расположенный на территории Каушанского района (Молдавия). На топографической карте указана Без названия.

## География
Длина — 10 км. Площадь бассейна — 47,8 км². Русло реки (отметки уреза воды) в среднем течении (пруд южнее села Тогуз) находится на высоте 94,4 м над уровнем моря. Долина с обрывистыми берегами, частично изрезана балками и промоинами. Русло на протяжении всей длины пересыхает. На реке создано несколько прудов.
Берет начало от нескольких ручьёв, что севернее и западнее села Токуз. Река течёт на юг. Впадает в реку Заколы (на 10-м км от её устья) в селе Украинка.
Притоки: (от истока к устью) нет крупных.
Населённые пункты (от истока к устью): 
1. Токуз
2. Украинка